# Shinya Nishikawa
Shinya Nishikawa (西川 慎也 Nishikawa Shinya?), född 12 juni 1974 i Fukuoka prefektur, är en japansk tidigare fotbollsspelare.
Nishikawa började sin karriär 1993 i Yokohama Marinos. Med Yokohama Marinos vann han japanska ligan 1995. Han avslutade karriären 1995.